# Трубчатые грибы
Трубчатые грибы — группа базидиальных высших грибов с трубчатым гименофором.
Трубчатый слой находится на нижней стороне шляпки гриба. Его пористая поверхность, на которую выходят окончания трубочек, внешне напоминает поверхность губки.
Наряду с пластинчатыми грибами, это наиболее известная группа грибов, собираемых человеком.

## Грибы

### Микоризообразующие
Часто под «трубчатыми грибами» подразумеваются растущие на земле грибы, образующие микоризу с деревьями. Это большинство представителей следующих семейств:

- Болетовые (Boletaceae)
- Маслёнковые (Suillaceae)

В эти семейства входят некоторые из самых популярных съедобных грибов. К болетовым относятся, среди прочих, белый гриб, моховики, подберёзовики, подосиновики. К маслёнковым принадлежат разные виды маслят.
- Изначально белый гименофор белого гриба с возрастом желтеет (на фото), затем становится оливково-зелёного цвета
- Красные поры дубовика крапчатого
- Розоватый трубчатый гименофор горчака
- Типичная форма пор у маслёнка-козляка
- Подберёзовик со светлым гименофором

### Трутовики
Трубчатый гименофор также имеют трутовики. Обычно они растут на древесине и являются сапрофитами или паразитами. У трутовиков трубочки крепко срастаются со шляпкой и не отделяются от неё так легко, как у представителей семейств болетовых и маслёнковых. Это представители следующих семейств:

- Полипоровые (Polyporaceae)
- Фистулиновые (Fistulinaceae)
- Ганодермовые (Ganodermataceae)
- Гименохетовые (Hymenochaetaceae)
- Пориевые (Poricaeae) (некоторые)

- Трутовик настоящий
- Трубочки печёночницы обыкновенной, в отличие от большинства других видов, не срастаются друг с другом.
- Продолговатая форма пор у трутовика бугристого[англ.]
- Inonotus tamaricis, растущий на тамариске